# فرودگاه شهرستان فال ریور
فرودگاه شهرستان فال ریور (به انگلیسی: Fall River Municipal Airport) یک فرودگاه تعطیل با کد یاتا FLR است که یک باند فرود سنگفرش دارد و طول باند آن 1203 متر است. این فرودگاه در کشور ایالات متحده آمریکا قرار دارد .